# Jean Ruel

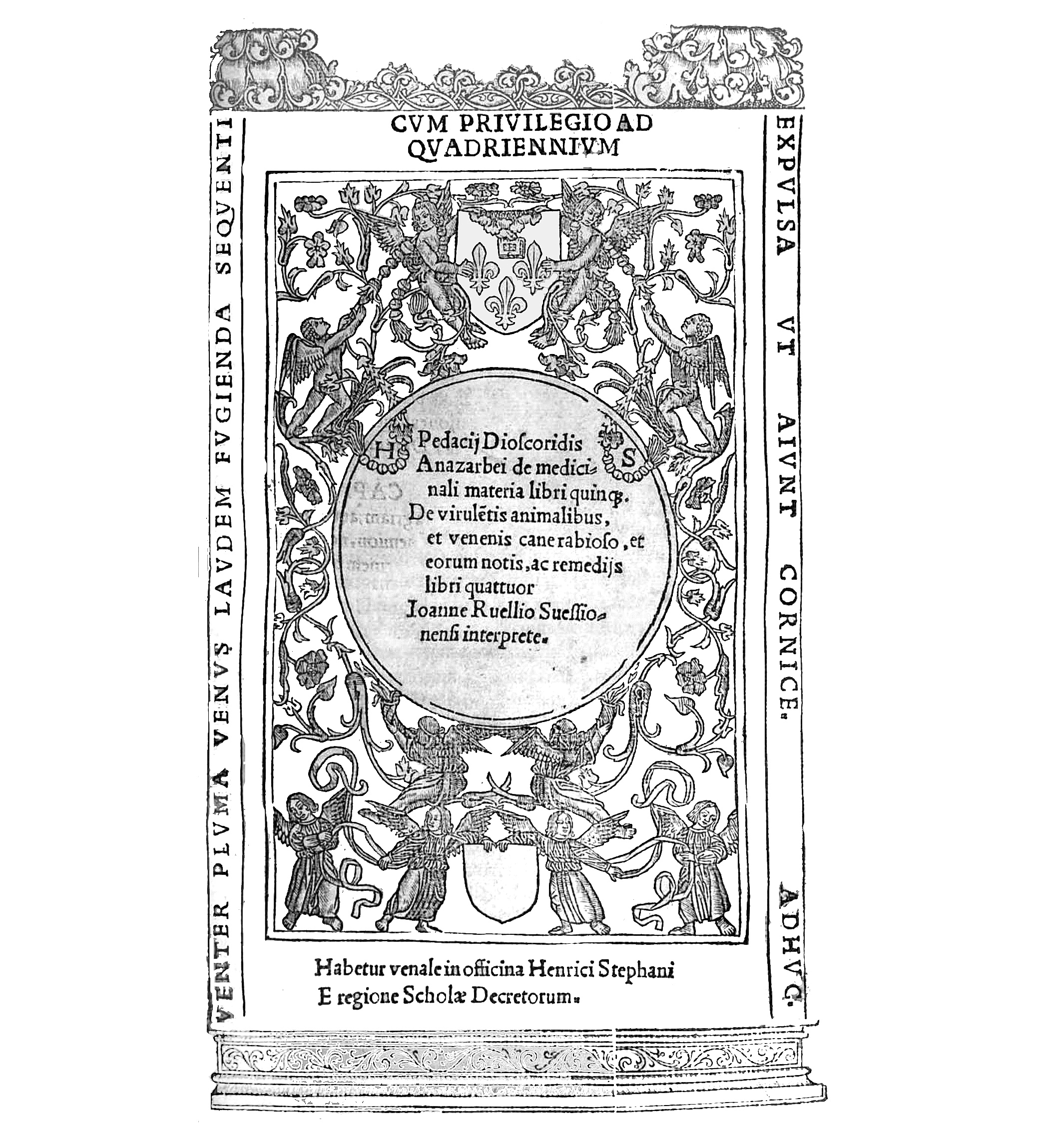
Dioskurides-Ausgabe Paris 1516. Titelblatt

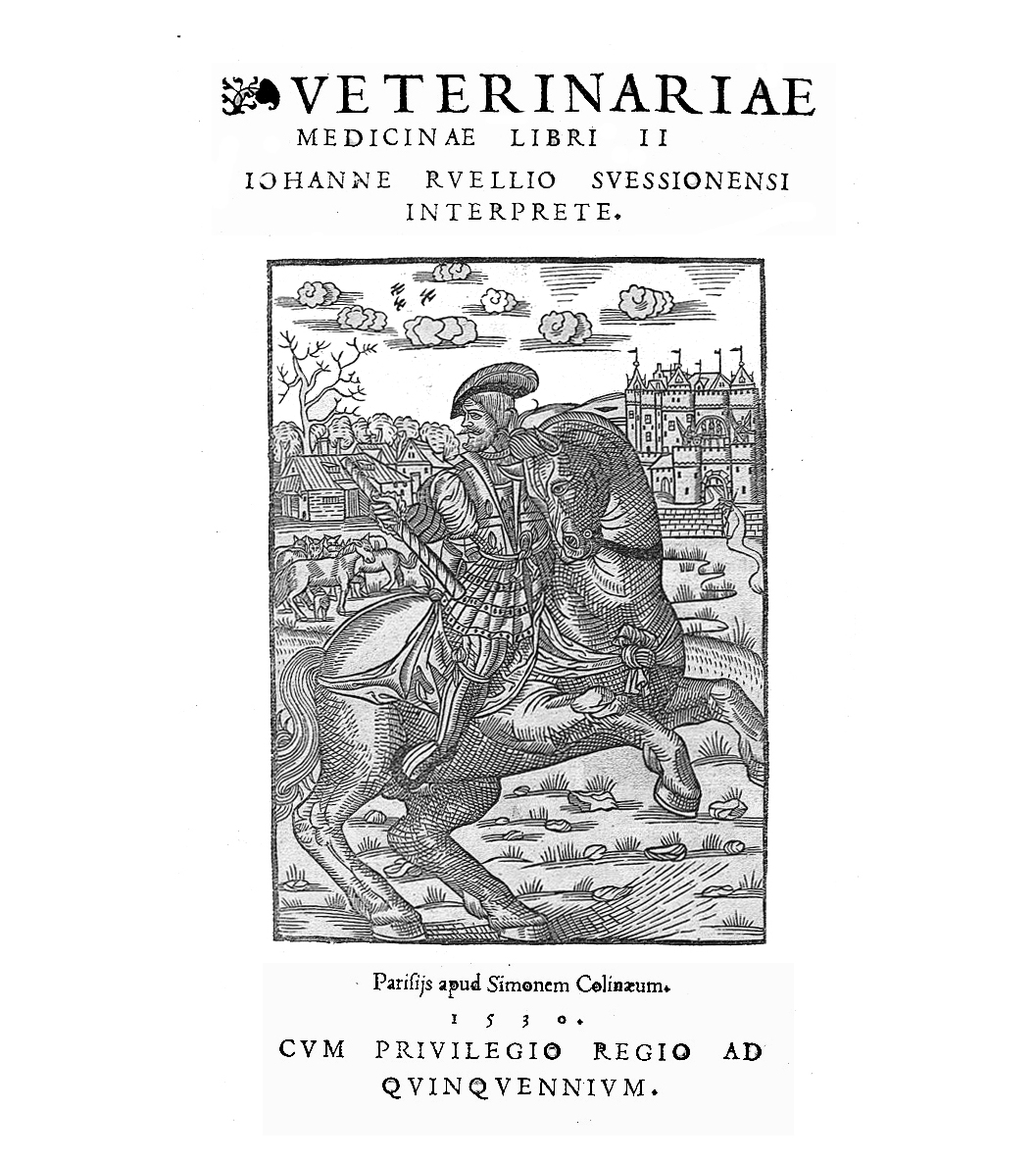
Veterinariae medicinae Paris 1530. Titelblatt

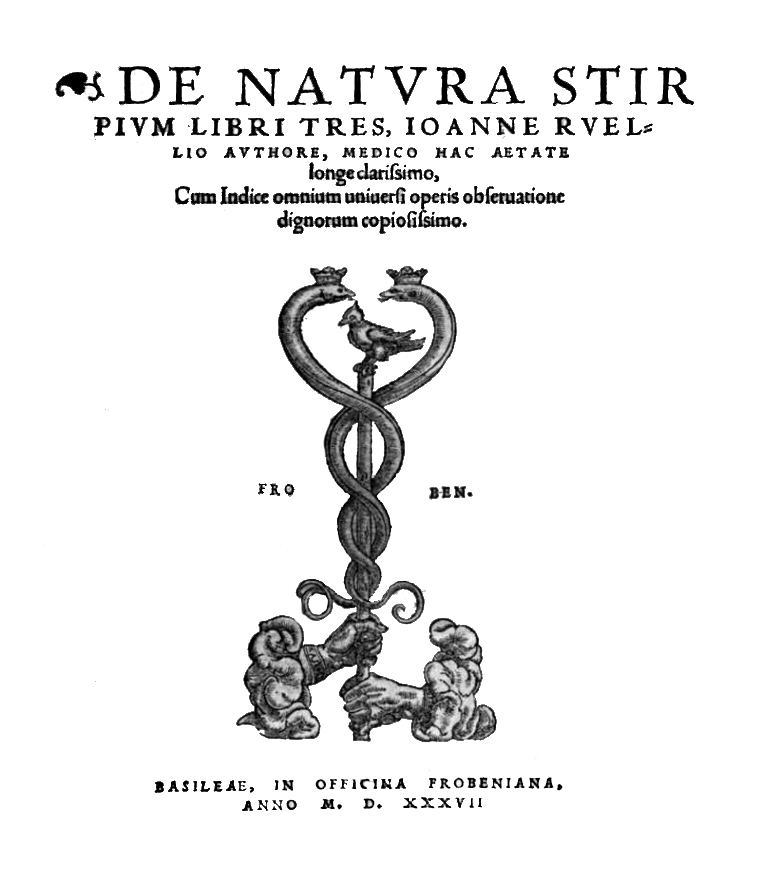
De natura stirpium Basel 1537. Titelblatt

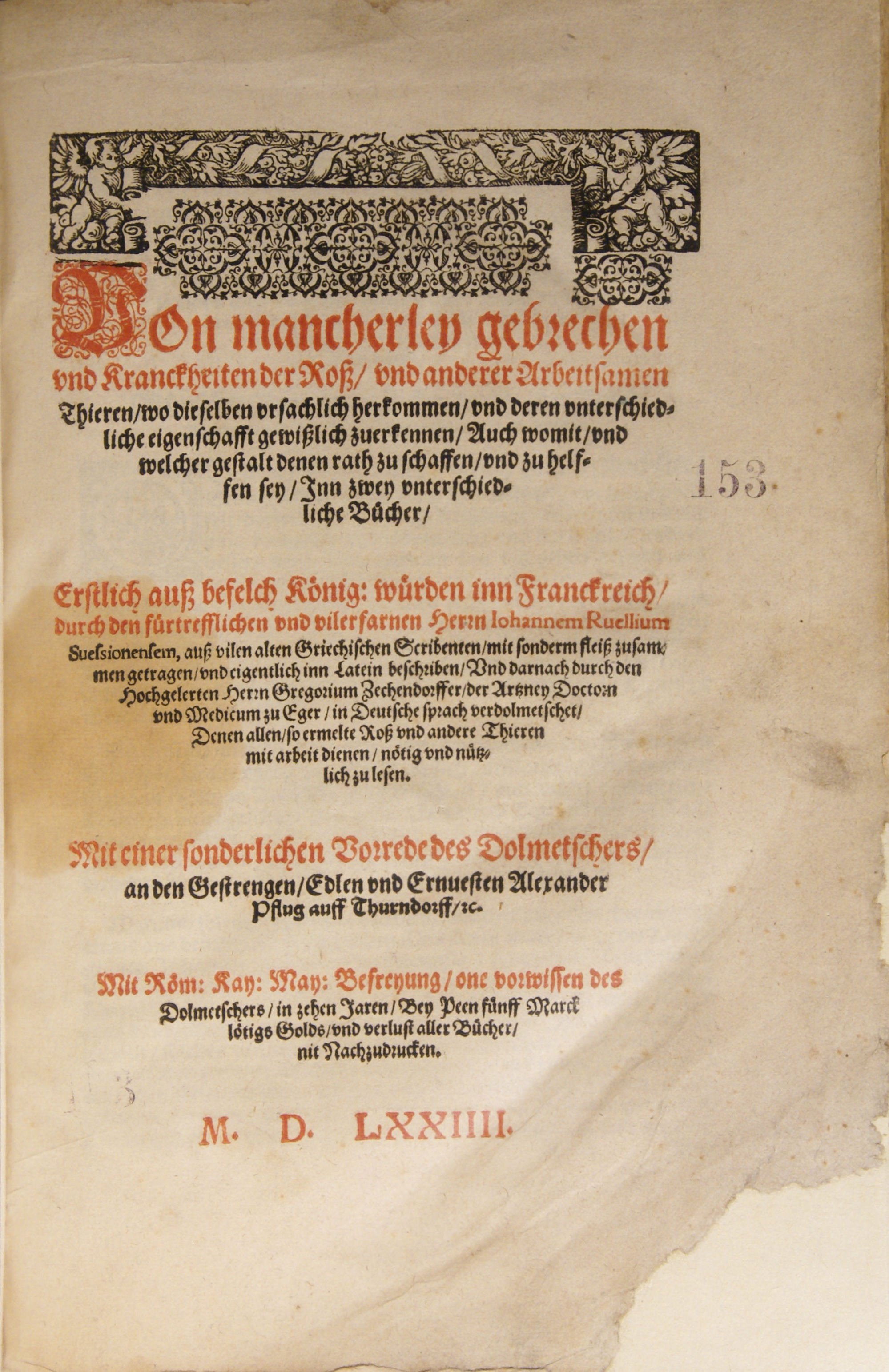
Von mancherley Gebrechen und Kranckheiten der Roß Eger 1574. Titelblatt

Jean Ruel  (auch Jean Du Ruel, de la Ruelle, Rueil, Ruell, latinisiert Ruellius, a Ruella; * 1474 in Soissons; † 24. September 1537 in Paris) war ein französischer Humanist, Arzt und Botaniker.

## Leben und Wirken
Ruel studierte Medizin in Paris (Bakkalaureus 1500, Lizentiat 1502). 1506 wurde er Professor der medizinischen Fakultät, 1508–1509 amtierte er als deren Dekan. Franz I. ernannte ihn zu einem seiner Leibärzte, ihm widmete Ruel mehrere seiner Schriften, darunter auch sein heute noch bekanntestes Werk De natura stirpium (1536).
Nach dem Tod seiner Frau empfing Ruel die niederen Weihen und wurde am 12. Dezember 1526 als Kanoniker in das Domkapitel von Notre Dame gewählt.
Ruel, der nach Darstellung älterer Biographien seine Latein- und Griechischkenntnisse autodidaktisch erworben haben soll, stand in Beziehung zu führenden Humanisten seiner Zeit wie Erasmus von Rotterdam und Guillaume Budé und war ein gefragter Sammler griechischer und lateinischer Manuskripte. Er besaß unter anderem eine Handschrift der Elemente Euklids, die zusammen mit einer weiteren Handschrift von Lazare de Baïf die Grundlage für die von Simon Grynaeus d. Ä. herausgegebene Editio princeps (Basel 1533) bildete. Seine eigene Editio princeps der Compositiones von Scribonius Largus (Paris 1528), die in ihrem Prolog das älteste bekannte Zeugnis des Hippokratischen Eides enthalten, beruhte auf einer seither verschollenen Handschrift, die in der Wiedergabe von Ruels Druck neben der Sekundärüberlieferung bei Marcellus Empiricus bis in die jüngste Zeit den einzigen Zeugen des Scriboniustextes bot.
Großes Ansehen erwarb er sich bei den Zeitgenossen zunächst durch seine lateinische Ausgabe der Materia medica des Dioscurides (1516), die wesentlich dazu beitrug, das Studium dieses Werkes im Universitätsunterricht zu verankern. Aus dem byzantinischen Schrifttum übersetzte er das Therapeutikon von Johannes Actuarius (De medicamentorum compositione, 1539 postum herausgegeben von Ruels Freund und Mitarbeiter Dionysius Coronius) sowie, im Auftrag Franz’ I., die Hippiatrika, eine Kompilation zur Veterinärmedizin (Veterinariae medicinae libri II, 1530), die später auch in einer auf Ruels lateinischer Fassung beruhenden deutschen Übersetzung von Gregorius Zechendorfer erschien (Von mancherley Gebrechen und Krankheiten der Roß, Eger 1574; Roßarzney, Nürnberg 1575).
Die nachhaltigste Wirkung erzielte er jedoch mit seinem dreibändigen botanisch-pharmazeutischen Lexikon De natura stirpium (1536), das zu rund 600 Pflanzen in alphabetisch nach deren lateinischen Namen geordneten Artikeln, unter Beifügung der französischen Trivialnamen, Angaben aus griechischen, arabischen und lateinischen Quellen nebst eigenen Beobachtungen zusammenfasst. De natura stirpium blieb in der Folgezeit das wichtigste Referenzwerk dieser Art in der vorlinnéischen Botanik.
Auf der Grundlage seiner Glossen zum Moretum aus der Appendix Vergiliana veröffentlichte später sein Landsmann Hubert Sussaneau einen Kommentar (1542).

## Ehrungen
Charles Plumier benannte ihm zu Ehren die Gattung Ruellia der Pflanzenfamilie der Akanthusgewächse (Acanthaceae). Carl von Linné übernahm später diesen Namen. Auch die Pflanzengattungen Ruelliola Baill., Ruelliopsis C.B.Clarke und Ulleria Bremek., alle aus der Familie der Akanthusgewächse sind ihm zu Ehren benannt worden.

## Schriften (Auswahl)
- Pedacii Dioscoridis Anazarbei de medicinali materia : libri quinq[ue]. Stephanus, Paris 1516 (Digitalisat BSB) (Digitalisat biusanté)
  - Dioscoridae Pharmacorum simplicium reique medicae libri VIII. Schott, Straßburg 1529 (Digitalisat)
  - Pedanii Dioscoridis Anazarbei De Medica Materia Libri sex, His Accessit, Praeter Pharmacorum simplicium catalogum copiosus omnium fere medelarum sive curationum Index, Nunc primum ab ipso Ruellio recogniti, & suo nitori restituti. M. Isingrin, Basileae 1539 (Digitalisat) Isingrin, Basel 1542 (Digitalisat)
  - Pedanii Dioscoridis Anazarbei De Medicinali Materia, Libri Sex. Chr. Egenolph, Frankfurt 1543 (Digitalisat); Egenolph, Frankfurt 1549 (Digitalisat)
  - De medica materia : libri sex. D. Lilius, Venedig 1550 (Digitalisat)
  - Pedanii Dioscoridis Anazarbei, De Medica Materia Libri Sex : His Accessit, Praeter Pharmacorum simplicium catalogum, copiosus omniu[m] ferme medelarum sive curationum Index.  Frellonius, Lyon 1547 (Digitalisat)
  - Pedanii Dioscoridis Anazarbei, de Medicinali materia Libri sex… Arnolletum, Lyon 1552  (Digitalisat)
  - Pedanii Dioscoridis Anazarbei, De Medica Materia Libri Sex … J. Faure, Lyon 1554 (Digitalisat)
- Scribonii Largi de Compositionibus medicamentorum Liber unus, antehac nusquam excusus : Joanne Ruellio, doctore medico castigatore. Simon Silvius, Paris 1528 (Digitalisat biusanté)
  - Scribonii Largi, Medici Vetustissimi De compositione medicamentoru[m] liber. A. Cratander, Basel 1529 (Digitalisat)
- De Natvra Stirpivm : Libri Tres. Froben, Basel 1537 (Digitalisat)
- Actuarius de medicamentorum compositione. Neobarius, Paris 1539 (Digitalisat)
  - Actuarius De Medicamentorvm Compositione ... Adiecimus quoque in Medicinae candidatorum gratiam Succidaniorum Medicaminum, quorum usus habetur reciprocus, Graece & Latine per Conradvm Gessnervm Tigurinum. Robert Winter,  Basel 1540 (Digitalisat)
- Veterinariae medicinae libri II. Colinaeus, Paris 1530 (Digitalisat BSB) (Digitalisat biusanté)
  - Tōn hippiatrikōn biblia dyo. Valderus, Basel 1537 (Digitalisat)
  - Gregor Zechendorfer (Übersetzer). Zwey Nutzliche sehr gute Bucher von allerley gebrechen und kranckheitten, damit die Roße, Maulesel und andere vierfüssige Thier, welche etwas schwer tragen oder ziehen, geplaget, darinnen eigentlich beschrieben, die ursach davon sie entspringen, und durch welche Zeychen man dieselb erkennen und von einander unter scheyden möchte. Hans Burger, Eger 1571 (Digitalisat); Dietrich Gerlach, Nürnberg 1575 (Digitalisat)